# Intramolekylær
Intramolekylær betyder "indenfor samme molekyle", f.eks. er en intramolekylær reaktion en reaktion, hvor én del af et molekyle reagerer med en anden del af det samme molekyle. I modsætning til en intermolekylær reaktion, hvor to uafhængige molekyler reagerer med hinanden (kan være ens eller forskellige).
| Naturvidenskab | Spire Denne naturvidenskabsartikel er en spire som bør udbygges. Du er velkommen til at hjælpe Wikipedia ved at udvide den. |